# Гора
Лес пренасочва насам.  За пиесата на Александър Островски вижте Лес (пиеса).
 Тази статия е за екосистемата.  За областта в Албания и Косово вижте Гора (област).  
Гората е местност, в която има множество дървета, които растат на голяма площ.
В зависимост от културните традиции по света, това, което се разбира под гора, може да се различава значително като размери, а самите гори могат да бъдат класифицирани по различни начини според своя състав. Обикновено гората е местност, запълнена с дървета, но понякога гори се наричат и местности с гъста и висока недървесна растителност, включително подводна, или дори обрасли гъсто с гъби или бактерии.
Горите са една от основните екосистеми на Земята. Дървесните гори покриват около 9,5% от нейната площ и 30% от площта на сушата, като в миналото те са достигали около 50% от площта на сушата. В тях са концентрирани около 90% от цялото биоразнообразие на сушата.
Най-новото изследване за състоянието на горите на планетата ни, публикувано в сп. Nature (бр. 525 от 10.09.2015 г., стр. 201) сочи, че броят на дърветата към 2016 г. е около 3 трилиона (3.1012), т.е. надвишава броя на звездите в Млечния път. Този брой е над 7 пъти по-голям от досегашната оценка от 400 милиарда. Цифрата е впечатляваща, но това не е непременно добра новина. Проучването също сочи, че 15 милиарда дървета се изсичат всяка година. Отпреди 12 000 години, откакто се е появило земеделието, броят на дървета на нашата планета е намалял почти наполовина.
Горските екосистеми обхващат цялата съвкупност от горски организми (дървета, храсти, треви, гъби, бактерии, животни, включително хората), заедно с техния естествен субстрат (заобикалящите ги въздух, вода, почви, органична материя и скали), които си взаимодействат в рамките на определени териториални (пространствени) граници. Те формират местообитание за организмите, модулират водните потоци и защитават почвата, което определя голямото им значение за биосферата.
Горите играят важна роля в живота на хората като източник на разнообразни ресурси – те натрупват въглерод, регулират климата, пречистват водите и възпрепятстват природни бедствия, като наводненията.

## Екология
От ботаническа и по-точно от фитоценотична гледна точка, гората е растителна формация.
Типичната дървесна гора се разделя на горен етаж, включващ короните на дърветата, и долен етаж, който от своя страна обхваща няколко пласта – на храстите, на тревите, на мъха и почвените микроорганизми. В по-сложните гори има и добре оформен междинен етаж от по-ниски дървета.

## Класификация
Горите могат да бъдат класифицирани по различни начини и с различна степен на подробност. Един от възможните начини е чрез свързаните с тях биоми в съчетание с живота на листата на доминиращите видове (дали те са вечнозелени или листопадни). Друго разграничение е на основата на вида на листата на доминиращите видове – на широколистни, иглолистни и смесени гори. За много гори подробна класификация може да бъде изградена и въз основа на доминиращия вид, например гори от бял бор и т.н. Други признаци за класифициране са общата физическа структура на гората или нейния стадий на развитие (вековни и вторични гори).

### Горски категории
Правени са предложения за различни глобални класификации на горите, но нито едно от тях не е общоприето. Системата на горските категории на Програмата на ООН за околна среда и Световния център за консервационно наблюдение представлява опростяване на други по-сложни системи, като системата на субформациите ЮНЕСКО. Тази система разделя горите на 26 основни типа, които отразяват климатичните зони и основния тип на дърветата. Тези 26 основни типа могат да бъдат обединени в 6 по-общи категории:
Умерени иглолистни гори
Умерените иглолистни гори заемат главно областите с голяма географска ширина в Северното полукълбо, но също и зони с голяма надморска височина, както и някои области с по-топъл умерен климат, но с бедни почви. Тези гори са съставени изцяло или почти изцяло от представители на отдел Иглолистни (Pinophyta). В Северното полукълбо горният етаж е изграден от борове (Pinus), смърчове (Picea), лиственици (Larix), ели (Abies), дугласки ели (Pseudotsuga) и канадски ели (Tsuga), но други групи също играят важна роля. В Южното полукълбо повечето иглолистни дървета, главно от семействата Араукариеви (Araucariaceae) и Подокарпови (Podocarpaceae), са смесени с широколистни видове и горите, в които попадат се класифицират като широколистни и смесени.
Умерени широколистни и смесени гори
Умерените широколистни и смесени гори включват значително количество дървета от отдел Покритосеменни (Magnoliophyta). Те са характерни за по-топлите области в умерените ширини, но могат да достигат и по-големи географски ширини, особено в Южното полукълбо. Тази група включва множество подтипове, като смесените листопадни гори в Северна Америка и Източна Азия, широколистните вечнозелени дъждовни гори в Япония, Чили и Тасмания, склерофилните гори в Австралия, Средиземноморието и Калифорния и други.
Тропически влажни гори
Сред множеството разновидности на тропическите влажни гори най-разпространени са равнинните вечнозелени широколистни дъждовни гори, като тези в Амазония, торфните блатни гори в Югоизточна Азия и високите гори в Централна Африка. В тази група попадат и нископланинските и високопланинските тропически гори.
Тропически сухи гори
Разпръснати дървета и паркове
Горски плантации

## Икономика

### Историческо развитие
Първа епоха – до 14 век
- Макар и на пръв поглед горите да изглеждат неизчерпаеми се разбира, че те се нуждаят от опазване, съхранение и въвеждане на определени правила при тяхната експлоатация.
  - Още през 12 век в Германия е била издадена първата заповед за забраняване изкореняването на определени гори (Т.Иванчев, 1940). По късно подобни заповеди са издадени и за други райони на Германия, а също така и в Австрия.
  - През 13 век в някои по-ценни дъбови общински гори в Германия се въвеждат за първи път и някои специални условия за извършване на сечите и извоза. Те са налагали подлежащите на сеч дървета да бъдат предварително обозначени на терена (маркирани), като за това са поставени и срокове за извоза на отсечените дървета.
  - Към края на 14 век възниква идеята за „трайно“ ползване на горите и се появяват първите наредби за разделянето на нискостъблените гори на „редовни годишни сечища“. Именно тази наредба се оказва основата на науката за регулиране ползването на горите „Лесоустройство“.[6]

Втора епоха – 15 – 18 век
- За този период са характерни следните особености:
  - Засилена експлоатация на горите, влошаване на тяхното състояние.
  - Поява на едри горовладелци и стремеж за осигуряване на високи доходи от горите.
  - Първи познания по горска таксация и разработване на методи и таблици за оценка на горите.

Трета епоха – 18 – 21 век
- Това е най-динамичният период, в който могат да се опишат няколко характерни особености:
  - Интензивна експлоатация и влошаване на екологичната среда, и общото състояние на горите.
  - Значително намаляване на тяхната площ.
  - Усъвършенстване на всички методи свързани с оценка, анализ и проучвания.
  - През средата на 20 век, за първи път се обръща внимание на средозащитните, санитарно-хигиенните и рекреационните функции на горите.
  - Към края на 20 век, започва да се обръща все по-голямо внимание на връзката между горската екосистема и обществото.[7]

### Управление на горите
В Закона за горите, гората е дефинирана като „земя, заета от горскодървесна растителност с площ не по-малка от 1 декар“.
Съвкупността само от дърветата на дадена територия се нарича дървостой.